# 원유 (삼국지)
원유(袁遺, ? ~ 192년?)는 중국 후한 말의 정치인이다. 자는 백업(伯業)이며 예주 여남군 여양현(汝陽縣) 사람이다. 반동탁 연합군에 참여했으며 이후 원소를 도와 원술과 싸웠다.

## 생애
장안현령을 지냈다. 이후 산양태수로 있다가 190년(초평 원년) 후장군 원술, 기주목 한복, 예주자사 공주, 연주자사 유대, 하내태수 왕광, 발해태수 원소, 진류태수 장막, 동군태수 교모, 제북상 포신 등과 함께 반동탁 연합군을 일으켰다. 이후 반동탁 연합군은 원소와 원술의 양 진영으로 분열하여 싸웠다. 192년 양주자사(揚州―) 진온이 병사하였다. 사촌동생 원소에 의해 후임 양주자사로 임명되어 임지로 내려갔는데 원술에게 패하고 패국으로 달아났다가 병사에게 피살당하였다.

## 평가
장초는 태위 주준에게 ‘출중한 훌륭함과 기량이 있어 그 충성심과 밝고 곧음은 하늘이 주신 바이다. 여러 서적을 섭렵하여 백가를 통달하고 높은 곳에 올라 능히 부(賦)를 지으며 사물을 분간할 줄 아니 오늘날 필적할 자가 없다.’고 말하며 천거하였다. 조조는 평생 학문에 힘쓴 사람은 자신과 원유뿐이라고 하였다.

## 삼국지연의
사서가 아닌 소설 《삼국지연의》에서는 동탁 토벌전에서만 제8진으로 등장한다. 호뢰관 전투의 초전에서 여포군에 패한 왕광군을 교모군과 같이 가서 구한다.

## 같이 보기
- 삼국지 인물 목록

## 참고 문헌
- 배송지 주석, 진수 저, 《삼국지》1권 위서 제1 무제 조조